# Batrachyla fitzroya
Espèce
Statut de conservation UICN

 VU D2 : Vulnérable
Batrachyla fitzroya est une espèce d'amphibiens de la famille des Batrachylidae.

## Répartition
Cette espèce est endémique de l'Isla Grande du lac Menéndez dans le parc national Los Alerces, dans le département de Futaleufú, province de Chubut en Argentine. Elle se rencontre à environ 500 m d'altitude.

## Publication originale
- Basso, 1994 : Una nueva especie de Batrachyla (Anura: Leptodactylidae: Telmatobiinae) de Argentina. relaciones filogenéticas interespecíficas. Cuadernos de Herpetología, vol. 8, no 1, p. 51-56 (texte intégral).